# Világnyelv
A világnyelv vagy nemzetközi kommunikációs nyelv olyan természetes nyelv, amely kommunikációs nyelvként az eredeti nyelvterületén kívül is széles körben elterjedt. A beszélők száma itt egyáltalán nem mérvadó. A kínai, a hindi és a bengáli vagy a német sem számít a beszélők magas száma ellenére sem a szűkebb értelemben vett világnyelvek közé.
Az ilyen nemzetközi kommunikációs nyelveket sok különböző nemzetiségű ember beszéli első vagy második idegen nyelvként, ezek lingua francaként használatosak a nemzetközi diplomáciában vagy a nemzetközi kereskedelmi szerződések esetében, valamint a tudományos életben; a világnyelvek gyakran több ország vagy nemzetközi szervezet hivatalos nyelvei is. A II. világháború vége óta az angol mint világkommunikációs nyelv a nemzetközi szinten legfontosabb világnyelv.

## A világnyelvek kialakulása
A legtöbb világnyelv olyan államok terjeszkedése által alakult ki, amelyekben a megfelelő nyelvet beszélték, valamint a meghódított területek fölött későbbi folyamatos hegemóniát gyakoroltak ezen államok. Ez így van a világ minden régiójában, mind az ókori világnyelvek esetében, mind az újkori, valamint a jelenkori világnyelveknél is ezt figyelhetjük meg.
Ezért a világnyelv fogalmában mindig benne rejlik valamiféle imperialista háttér is, amelyet a kisebb nyelvek beszélői akár elnyomónak is érezhetnek. Ez így volt már a klasszikus ókor világnyelvénél, az ógörög nyelvnél is, amelynek elterjedése Nagy Sándor hódító hadjárataira vezethető vissza.

### Történelmi világnyelvek
Az ókor világnyelvei a babiloni, az arámi és a görög nyelv.
A Római Birodalom terjedésével kiemelkedett latin ezt a státuszát egészen a XVII. századig megőrizte mint egyházi nyelv, az irodalom és a jog nyelve.
A szanszkrit és a páli, valamint később a kínai nyelv a hinduizmusnak és a buddhizmusnak a Kr. u. 1. évezredben való elterjedésével összhangban lett világnyelv Dél- és Délkelet-Ázsiában.
A kora középkorban megfigyelhető iszlám hódítással vette kezdetét az arab mint világnyelv felemelkedése.

### Újkori világnyelvek
Sok újkori világnyelv egykori gyarmatosító nyelv, amelynek más kontinenseken való elterjedése főképpen hódítás, gyarmatosítás és kizsákmányolás útján történt.
Az indián és törzsi nyelveket, különösen olyan gyarmatokon, ahol a Direct Rule elve szerint uralkodtak, legyőzték, betiltották és elnyomták; ennek ellentéte volt az asszimiláció: pl. a francia nyelv és kultúra teljes körű részvételt ígért a civilizáció alakításában. Az olyan gyarmati államokban, ahol az Indirect Rule elve alapján uralkodtak (angol és német gyarmatok), a gyarmati birodalom nyelvének átvétele túlnyomó részben a helyi lakosság felett uralkodó elit kiváltsága volt. Az indián nyelveknek a lakosság széles körében való fennmaradása ebben a hatalmi modellben még kívánatos is volt mint a hatékony felemelkedés korlátja.
Egy nagy gyarmatbirodalom birtoklása minden XIX. századi és XX. századi európai gyarmatosító ország esetében a nemzeti nyelvük világnyelvvé való felemelkedéséhez vezetett: így volt ez az angol, a francia, a spanyol, a portugál és a holland nyelv esetében.
Az orosz a jelentőségét csak Oroszország Kelet-Ázsia felé történő terjeszkedésével nyerte el; a II. világháborút követően ez a jelentősége a Szovjetunió keleti blokkra, illetve a kommunista világra gyakorolt dominanciájával tovább erősödött. A Szovjetunió bukása után újra csökken az orosz nyelv jelentősége. Az egykori szovjet köztársaságokban élő polgárok ma újra határozottan visszatértek az eredeti nyelvükhöz, és az oroszországi születési ráta, valamint az orosz gazdaság is tovább stagnál.

#### Világnyelvek különleges összefüggésekben
A francia nyelv a XVII. században nyerte el a vezető világnyelv szerepét mint a diplomácia, a posta, valamint az európai nemesség nyelve.
A német a XVIII. századtól lett a tudomány és a művészet fontos nyelve a weimari kultúrpolitika hatására (ld. weimari klasszikusok, amelyet olyan költők és politikusok képviselnek, mint Goethe, Schiller és a Humboldt testvérek, de a filozófiai felvilágosodás, különösen Kant írásainak jelentősége is jellemez, vö. Költők és gondolkodók); de elvesztette ezt a státuszát a két világháborúban elszenvedett veresége után, és a felvilágosodási eszméknek az ezen háborúkat megelőző folyamatos térvesztése is hozzájárult ehhez.
Kis kulturális ágak, amelyekben bizonyos nyelvek még világszerte mérvadóak: a balett a francia nyelvvel és a klasszikus zene az olasszal.

## A világnyelvek elterjedése a XXI. század kezdetén
Az angol nyelv a nemzetközi diplomácia, a nemzetközi gazdasági kapcsolatok, valamint a nemzetközi tudományos és kulturális csere lingua francájaként az egyedüli, a szó igazi értelmében világszerte használatos kommunikációs nyelv és a legjelentősebb világnyelv.
A nagy nyelvek, a kínai nyelv (mandarin), a francia, az angol, az orosz és a spanyol 1946 óta az Egyesült Nemzetek Szervezete hivatalos nyelve. 1973-ban 6. hivatalos nyelvként csatlakozott az arab is.
A mandarin a kínai legfontosabb nyelvjárása, és több anyanyelvű beszélője van, mint az angol és a spanyol nyelvnek együtt.
A hindi/urdu nyelv, ill. annak kevert formája, a hindusztáni, csaknem kizárólag az eredeti nyelvterületén, Indiában és Pakisztánban beszélik; ugyanez érvényes a bengáli nyelvre és annak nyelvterületére, Bangladesre és Nyugat-Bengálra, valamint a japán nyelvre és nyelvterületére, Japánra, ill. a németre Németországban, Ausztriában és Svájcban. Ezeket a nyelveket azonban – beszélőinek száma ellenére – rendszerint nem számítjuk világnyelvnek.
A világszerte a globalizáció következtében kialakult migrációs mozgalmak hatására a XX. század közepe óta jelentős számú dél-ázsiai eredetű népek élnek eredeti nyelvterületükön kívül, pl. Nagy Britanniában vagy az Egyesült Államokban, eddig ez (2011) nem jutott odáig, hogy ezek a nyelvek az új területeken kommunikációs nyelvekké lettek volna.

## Beszélők száma
A világ legtöbbet beszélt nyelvei a XXI. század elején (első és második, nem idegen nyelv (2009), minden szám Ethnologue-becslés alapján, kerekítve):
| Nyelv            | Beszélők (millió) (első nyelv) | Beszélők (millió) (második nyelv) | Beszélők országok száma (migráció is) | Beszélők (millió) összesen |
| ---------------- | ------------------------------ | --------------------------------- | ------------------------------------- | -------------------------- |
| angol            | 375                            | 1125                              | 112                                   | 1500                       |
| arab             | 206                            | 94                                | 57                                    | 300                        |
| bengáli          | 215                            | 18                                | 10                                    | 233                        |
| francia          | 79                             | 291                               | 60                                    | 370                        |
| hindi/urdu       | 242                            | 224                               | 23                                    | 466                        |
| japán            | 122                            | 1                                 | 25                                    | 123                        |
| jávai            | 84                             | 0                                 | 3                                     | 84                         |
| kínai (mandarin) | 982                            | 845                               | 118                                   | 1827                       |
| koreai           | 78                             | 0                                 | 5                                     | 78                         |
| maláj            | 60                             | 0                                 | 13                                    | 60                         |
| maráthi          | 72                             | 0                                 | 1                                     | 72                         |
| német            | 105                            | 80                                | 43                                    | 185                        |
| olasz            | 64                             | ?                                 | 10                                    | 64 ?                       |